# Cyclosa conica dimidiata
Cyclosa conica là một phân loài nhện trong họ Araneidae.
Loài này thuộc chi Cyclosa. Cyclosa conica dimidiata được Eugène Simon miêu tả năm 1929.

## Hình ảnh

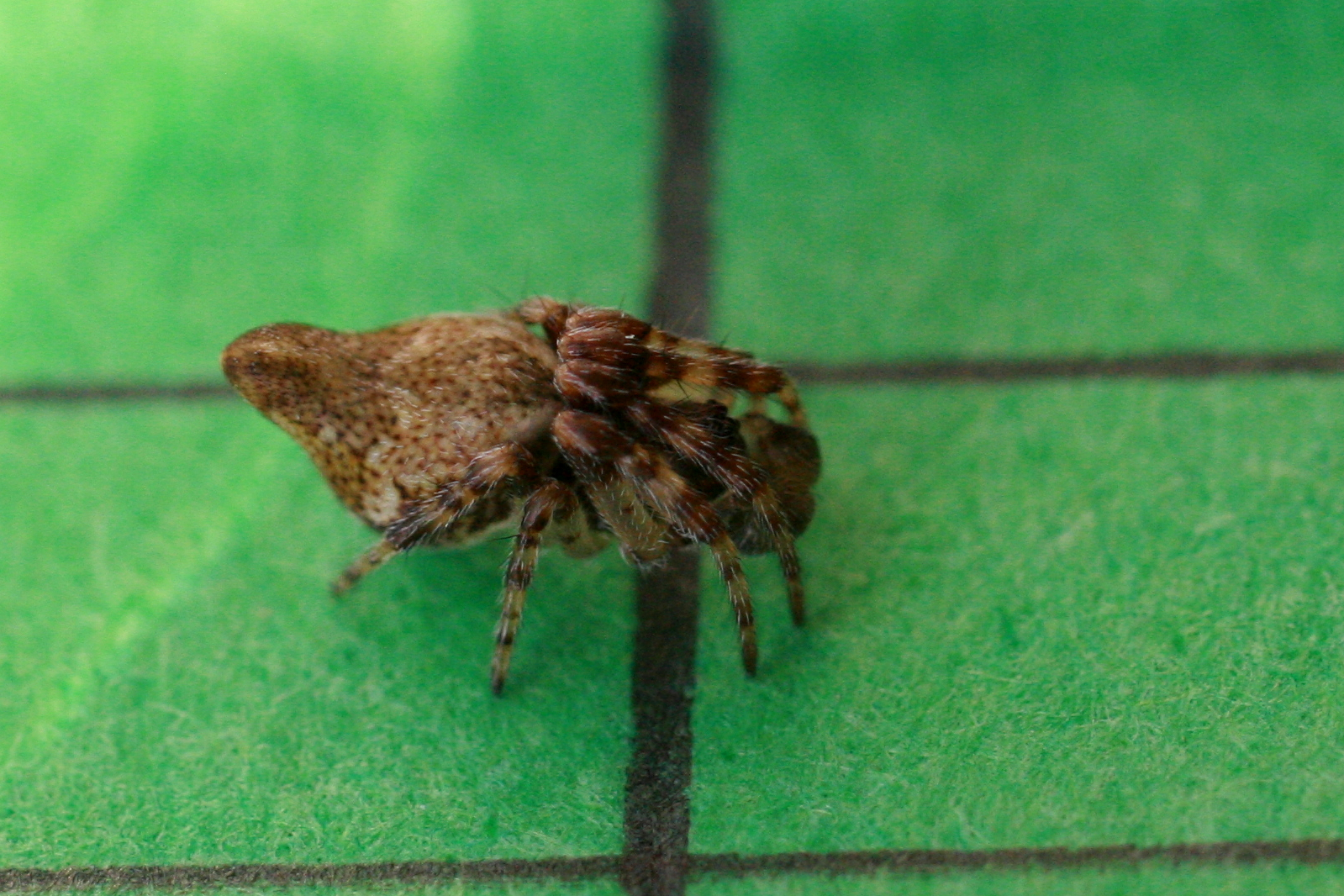
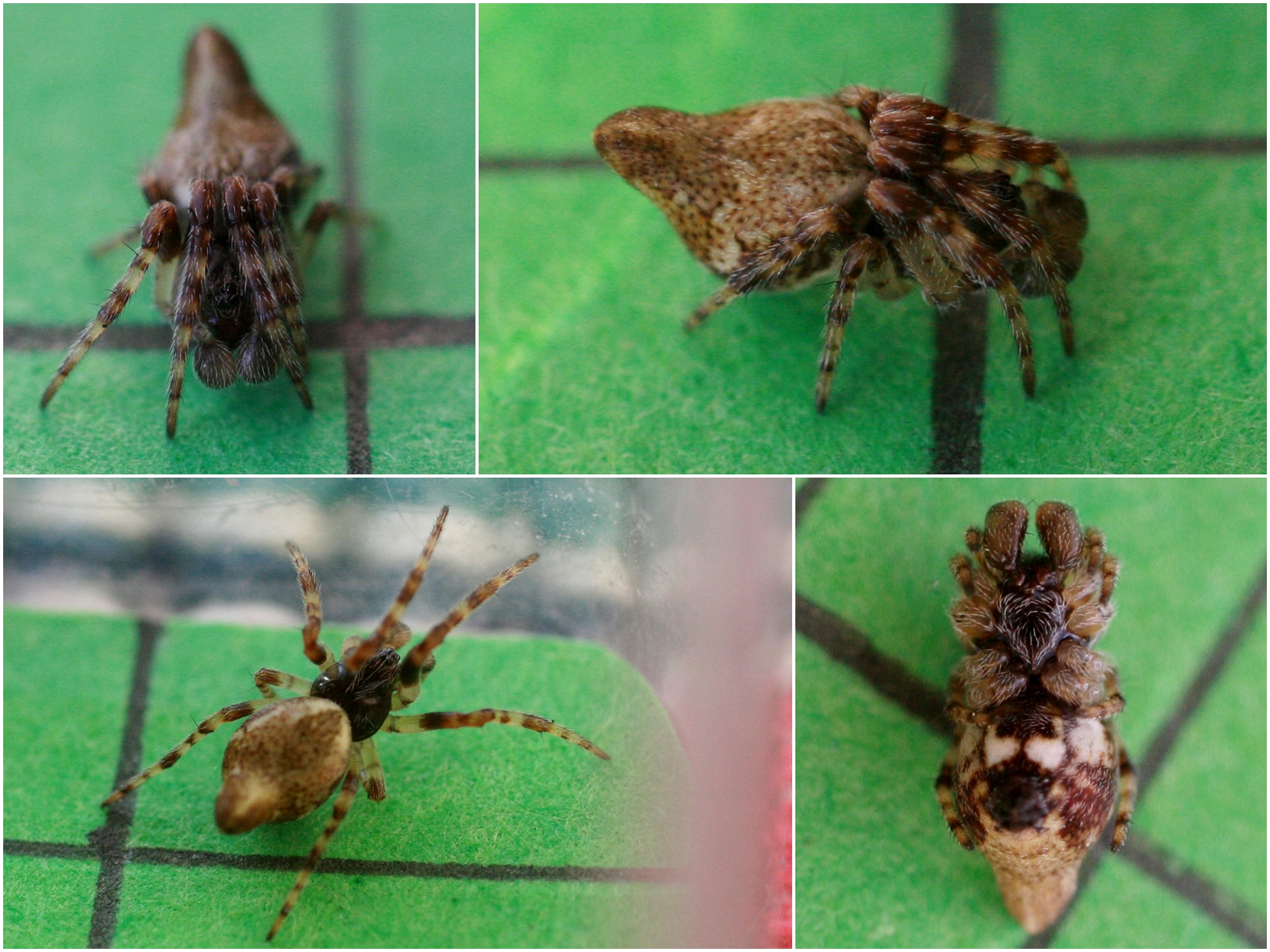
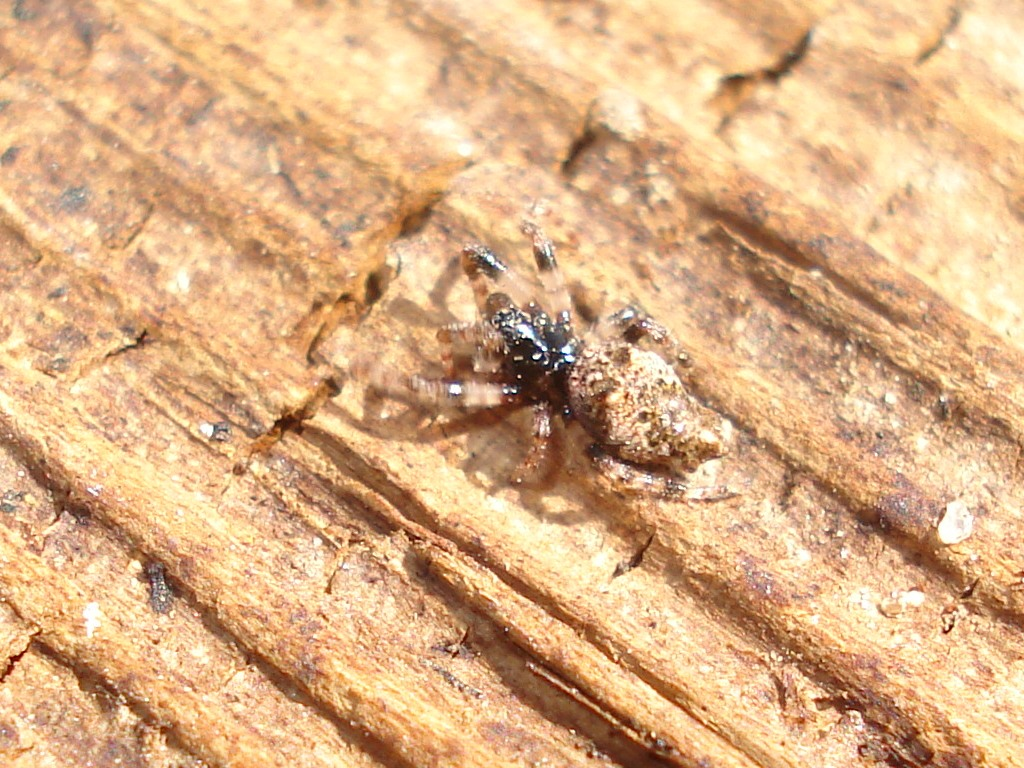
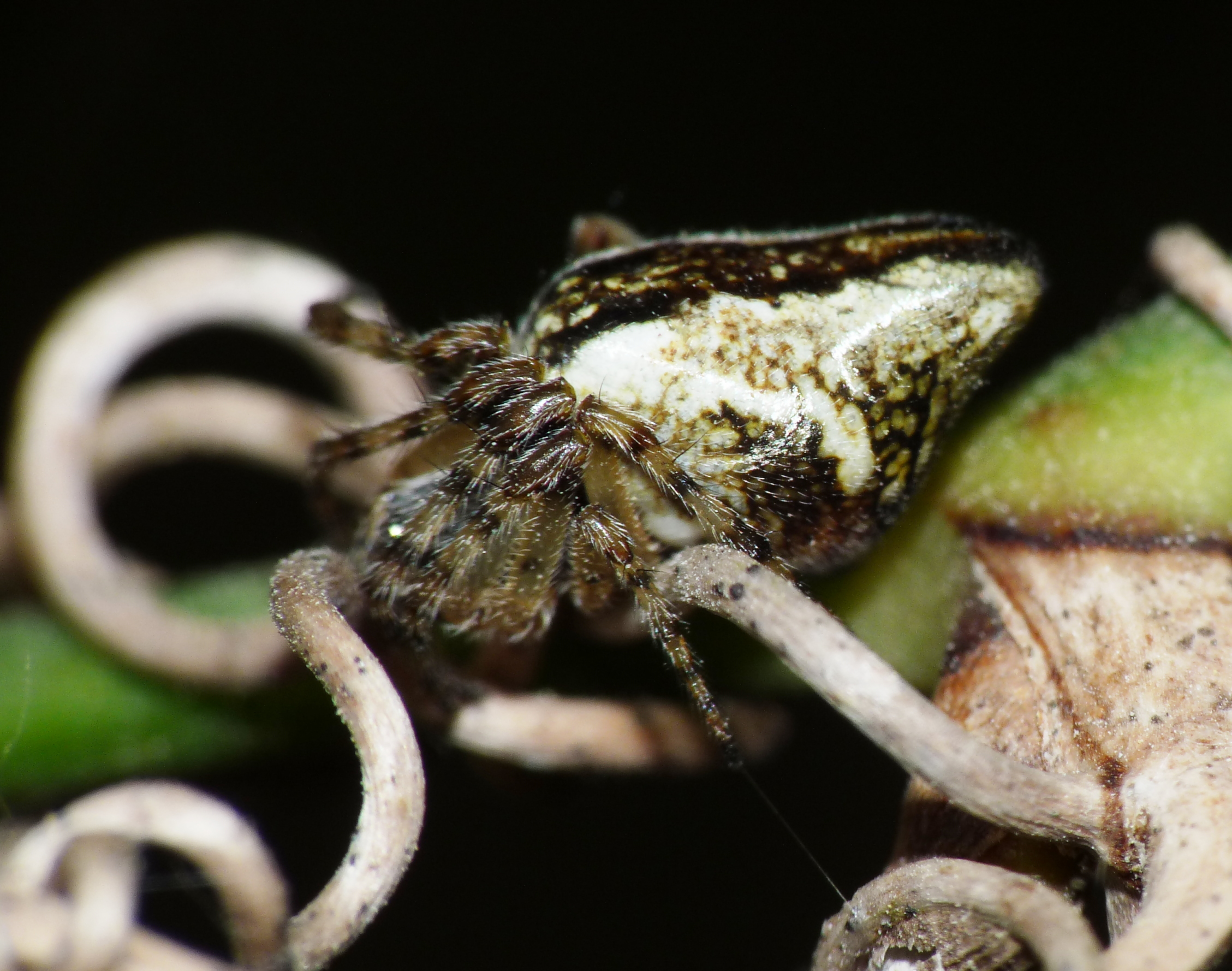